# Адам Должицки
Адам Должѝцки (на полски: Adam Dołżycki) е полски диригент и композитор.

## Биография
Роден е на 8 март 1886 г. в Лвов, Австро-Унгария. Завършва пиано и композиция в Лвовската консерватория, а диригентство учи при Е. Млинарски във Варшава и А. Никиш в Лайпциг. В периода 1915 – 1919 г. дирижира във Варшавската държавна опера. След това е главен диригент на градската опера в Познан. В началото на 1937 г. е поканен за главен диригент на Народната опера в София. От февруари 1937 г. до декември 1938 г. разучава музикално за първи път в България оперите „Ирис“ и „Мъртвите очи“. Дирижира репертоарни опери и изнася симфонични концерти с Държавната филхармония при Народната опера. Под негово дирижиране е изпълнен за първи път в България „Реквием“ от Джузепе Верди. Поради несъгласия по редица въпроси с ръководството на Народната опера е принуден да напусне България в началото на 1939 г. Завръща се във Варшава, където по време на Втората световна война организира концерти. След войната се установява в Германия. Умира на 9 септември 1972 г. в Марктредвиц, Германия.